# Älgskidskytte
Älgskidskytte (finska: Hirvenhiihto) är en variant av vintersporten skidåkning, bestående av längdskidåkning, avståndsbedömning och gevärsskytte på en tiodelad måltavla. Sporten utvecklades i Finland på 1970-talet, och idag anordnas tävlingar i Finland och Sverige i syfte att bli en nordisk disciplin. Det finns över 10 000 utövare av sporten i Sverige och Finland, och över 600 deltar årligen i finska mästerskapet.
Älglöpning (finska: Hirvenjuoksu) är ett sommarvariant av älgskidskytte där skidorna har ersatts av 4-5 kilometer löpning. Geväret bärs inte av löparen utan finns istället i ett stativ nära det ställe som det skjuts från.